# باشگاه فوتبال تراکتورسازی تبریز در فصل ۵۴–۱۳۵۳
در این فصل، تیم تراکتورسازی برای پنجمین سال تأسیس خود در مسابقات لیگ برتر کشوری جام تخت جمشید نتیجه‌ای نه چندان مطلوب را کسب کرد.

## جدول رده‌بندی
جدول لیگ برتر فوتبال ایران در فصل ۵۴-۱۳۵۳
| رده | تیم         | بازی | برد | مساوی | باخت | گل‌زده | گل‌خورده | تفاضل | امتیاز |
| --- | ----------- | ---- | --- | ----- | ---- | ----- | ------- | ----- | ------ |
| ۱   | پرسپولیس    | ۳۰   | ۱۶  | ۱۲    | ۲    | ۳۶    | ۱۲      | ۲۴+   | ۴۴     |
| ۲   | هما         | ۳۰   | ۱۲  | ۱۵    | ۳    | ۳۸    | ۲۵      | ۱۳+   | ۳۹     |
| ۳   | پاس         | ۳۰   | ۱۳  | ۱۲    | ۵    | ۲۲    | ۱۳      | ۹+    | ۳۸     |
| ۴   | تاج         | ۳۰   | ۱۲  | ۱۲    | ۶    | ۳۳    | ۲۱      | ۱۲+   | ۳۶     |
| ۵   | ابومسلم     | ۳۰   | ۱۳  | ۹     | ۸    | ۲۸    | ۲۰      | ۸+    | ۳۵     |
| ۶   | دارایی      | ۳۰   | ۹   | ۱۵    | ۶    | ۱۹    | ۱۵      | ۴+    | ۳۳     |
| ۷   | ملوان       | ۳۰   | ۱۱  | ۸     | ۱۱   | ۳۹    | ۳۲      | ۷+    | ۳۰     |
| ۸   | صنعت‌نفت     | ۳۰   | ۹   | ۹     | ۱۲   | ۲۷    | ۳۱      | ۴-    | ۲۷     |
| ۹   | ذوب‌آهن      | ۳۰   | ۶   | ۱۵    | ۹    | ۱۶    | ۲۳      | ۷-    | ۲۷     |
| ۱۰  | بانک ملی    | ۳۰   | ۷   | ۱۳    | ۱۰   | ۲۳    | ۲۵      | ۲-    | ۲۷     |
| ۱۱  | سپاهان      | ۳۰   | ۸   | ۱۰    | ۱۲   | ۲۴    | ۲۷      | ۳-    | ۲۶     |
| ۱۲  | آرارات      | ۳۰   | ۸   | ۱۰    | ۱۲   | ۲۳    | ۳۱      | ۸-    | ۲۶     |
| ۱۳  | نیرو        | ۳۰   | ۷   | ۱۱    | ۱۲   | ۲۸    | ۳۲      | ۴-    | ۲۵     |
| ۱۴  | برق شیراز   | ۳۰   | ۴   | ۱۶    | ۱۰   | ۲۰    | ۲۹      | ۹-    | ۲۴     |
| ۱۵  | راه‌آهن      | ۳۰   | ۵   | ۱۴    | ۱۱   | ۱۹    | ۲۹      | ۱۰-   | ۲۴     |
| ۱۶  | تراکتورسازی | ۳۰   | ۴   | ۱۱    | ۱۵   | ۲۱    | ۴۱      | ۲۰-   | ۱۹     |

## مسابقات و نتایج
تیم فوتبال تراکتورسازی تبریز در این فصل به مقام قهرمانی لیگ دسته ۲ کشوری رسید.